# Stazione di Gamalero
La stazione di Gamalero è una stazione ferroviaria posta sulla linea Alessandria-San Giuseppe. È posta nei pressi del centro abitato di Gamalero.

## Strutture e impianti
La stazione, posta alla progressiva chilometrica 13+089 fra la fermata di Borgoratto-Frascaro e la stazione di Sezzadio, conta due binari serviti da marciapiede. È stata declassata a località di servizio (posto di movimento); non effettua servizio passeggeri.